# Малое Устье
Малое Устье (укр. Мале Устя) — село в Корюковском районе Черниговской области Украины. Население 275 человек. Занимает площадь 1,3 км².
Код КОАТУУ: 7424955102. Почтовый индекс: 16103. Телефонный код: +380 4655.

## Власть
Орган местного самоуправления — Сосницкий поселковый совет. Почтовый адрес: 16100, Черниговская обл., Сосницкий р-н, пгт Сосница, ул. Леси Украинки, 3. Тел.: +380 (4655) 2-12-75, 2-11-75; факс: 2-13-75.